# Lijst van nummer 1-hits in de Graadmeter in 2018
Deze lijst bevat de nummer 1-hits in de Graadmeter van Pinguin Radio in 2018. De posities in de Graadmeter zijn negatief; het gaat hier dus eigenlijk om de nummer -1-hits.

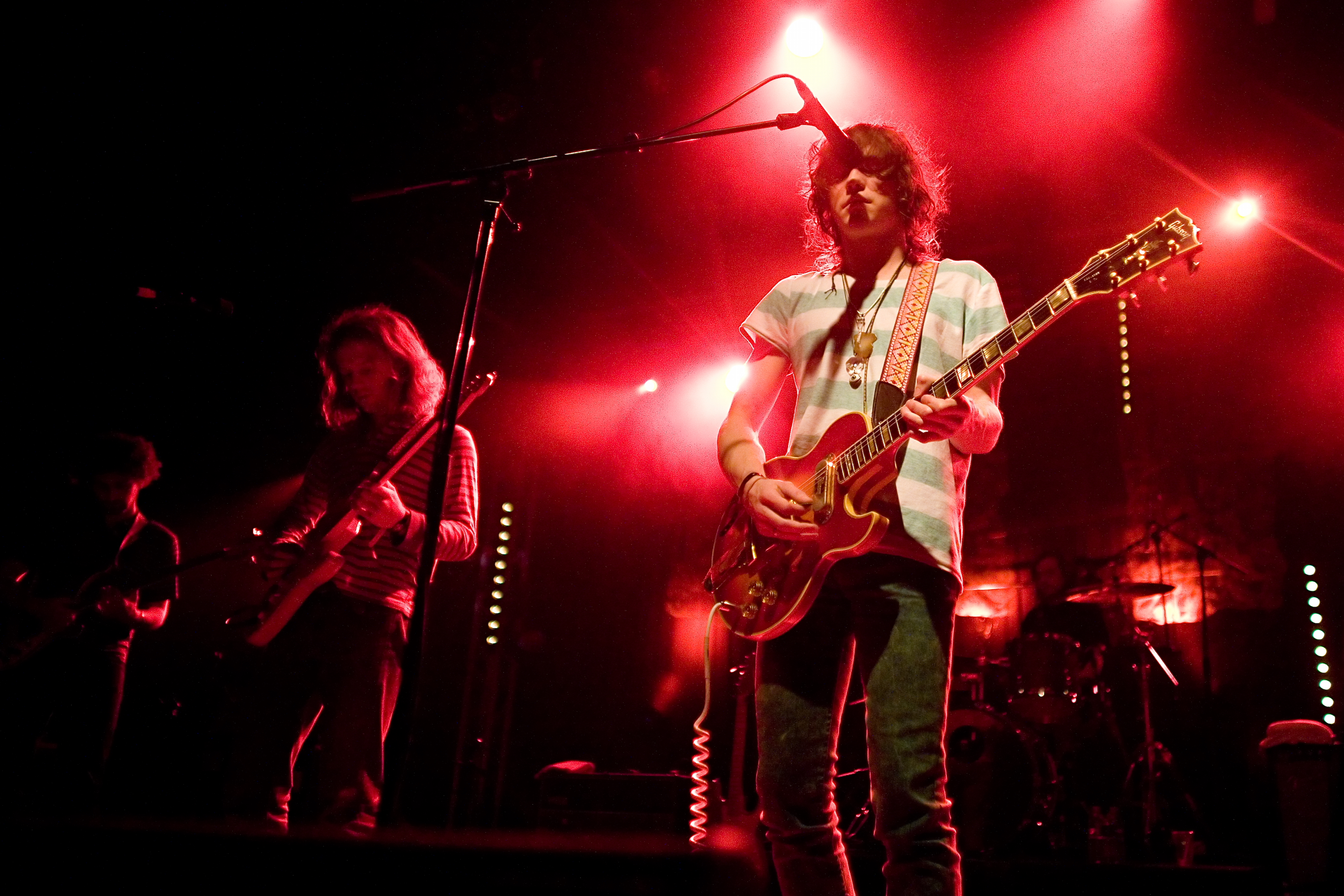
De Amerikaanse electropopgroep MGMT bracht in 2018 het album Little dark age uit. De eerste van dit album afkomstige single, ook Little dark age geheten, stond geheel december 2017 op de hoogste positie in de Graadmeter. De tweede single When you die belandde op 28 januari eveneens op -1.

| Datum        | Artiest                         | Titel                                                |
| ------------ | ------------------------------- | ---------------------------------------------------- |
| 1 januari    | Ten Fé                          | Single, no return                                    |
| 7 januari    | Ten Fé                          | Single, no return                                    |
| 14 januari   | Wolf Alice                      | Beautifully unconventional                           |
| 21 januari   | Wolf Alice                      | Beautifully unconventional                           |
| 28 januari   | MGMT                            | When you die                                         |
| 4 februari   | MGMT                            | When you die                                         |
| 11 februari  | MGMT                            | When you die                                         |
| 18 februari  | Isaac Gracie                    | Terrfied                                             |
| 25 februari  | Johnny Marr & Maxine Peake      | The priest                                           |
| 4 maart      | Johnny Marr & Maxine Peake      | The priest                                           |
| 11 maart     | Eels                            | The deconstruction                                   |
| 18 maart     | Eels                            | The deconstruction                                   |
| 25 maart     | Johan                           | About time                                           |
| 1 april      | Johan                           | About time                                           |
| 8 april      | Wooden Shjips                   | Staring at the Sun                                   |
| 15 april     | Wooden Shjips                   | Staring at the Sun                                   |
| 22 april     | Wooden Shjips                   | Staring at the Sun                                   |
| 29 april     | Lord Huron                      | Ancient names, Pt. I                                 |
| 6 mei        | Lord Huron                      | Ancient names, Pt. I                                 |
| 13 mei       | Eels                            | Bone dry                                             |
| 20 mei       | Eels                            | Bone dry                                             |
| 27 mei       | Rolling Blackouts Coastal Fever | Talking straight                                     |
| 3 juni       | Rolling Blackouts Coastal Fever | Talking straight                                     |
| 10 juni      | Meg Myers                       | Numb                                                 |
| 17 juni      | Meg Myers                       | Numb                                                 |
| 24 juni      | Meg Myers                       | Numb                                                 |
| 1 juli       | Arctic Monkeys                  | Four out of five                                     |
| 8 juli       | DMA's                           | For now                                              |
| 15 juli      | Manchester Orchestra            | I know how to speak                                  |
| 22 juli      | Manchester Orchestra            | I know how to speak                                  |
| 29 juli      | Manchester Orchestra            | I know how to speak                                  |
| 5 augustus   | Manchester Orchestra            | I know how to speak                                  |
| 12 augustus  | Manchester Orchestra            | I know how to speak                                  |
| 19 augustus  | Blonde Redhead                  | Where your mind wants to go (feat. Ludovico Einaudi) |
| 26 augustus  | Blonde Redhead                  | Where your mind wants to go (feat. Ludovico Einaudi) |
| 2 september  | Villagers                       | A trick of the light                                 |
| 9 september  | Metric                          | Dressed to suppress                                  |
| 16 september | Metric                          | Dressed to suppress                                  |
| 23 september | Father John Misty               | Hangout at the gallows                               |
| 30 september | Father John Misty               | Hangout at the gallows                               |
| 7 oktober    | Father John Misty               | Hangout at the gallows                               |
| 14 oktober   | Kurt Vile                       | Loading zones                                        |
| 21 oktober   | Kurt Vile                       | Loading zones                                        |
| 28 oktober   | White Lies                      | Time to give                                         |
| 4 november   | White Lies                      | Time to give                                         |
| 11 november  | White Lies                      | Time to give                                         |
| 18 november  | Lana Del Rey                    | Mariners apartment complex                           |
| 25 november  | Lana Del Rey                    | Mariners apartment complex                           |
| 2 december   | Lana Del Rey                    | Mariners apartment complex                           |
| 9 december   | Lewsberg                        | The smile                                            |
| 16 december  | Lewsberg                        | The smile                                            |
| 22 december  | Lewsberg                        | The smile                                            |
| 29 december  | Deerhunter                      | Death in midsummer                                   |